# Violetta Live
Violetta Live International Tour 2015, o solamente Violetta Live, è un tour musicale basato sulla telenovela argentina Violetta. Sono presenti tutti i protagonisti: Martina Stoessel (Violetta), Jorge Blanco (León), Mercedes Lambre (Ludmilla), Diego Domínguez (Diego), Candelaria Molfese (Camilla), Samuel Nascimento (Broduey), Facundo Gambandé (Maxi), e Alba Rico Navarro (Nata). Non è presente Lodovica Comello (Francesca) perché alle prese con il Lodovica World Tour.

## Annuncio
È stato annunciato il 27 agosto 2014 che il cast di Violetta avrebbe portato in giro per il mondo un nuovo tour, che è stato poi presentato in Spagna, Portogallo, Italia, Francia, Paesi Bassi, Belgio, Svizzera, Germania e Polonia. Dopo l'Europa, il tour ha debuttato in America Latina, visitando paesi come Messico, Uruguay, Chile, Panama, Brasile, Ecuador, Colombia, Paraguay, Perú, Argentina e Repubblica Dominicana. Dal 22 agosto il cast è in Europa per chiudere il tour che si concluderà il 1º novembre a Nizza, Francia.

## Cast
Il 20 novembre 2014 The Walt Disney Company ha annunciato quali degli attori del cast avrebbero fatto parte del tour. I membri del cast annunciati sono: Martina Stoessel (Violetta), Jorge Blanco (León), Diego Domínguez (Diego), Mercedes Lambre (Ludmila), Candelaria Molfese (Camila), Samuel Nascimento (Broduey), Alba Rico (Naty), Facundo Gambandé (Maxi), e Ruggero Pasquarelli (Federico). Gli attori della serie che non saranno presenti nel tour sono: Macarena Miguel (Gery), Damien Lauretta (Clement), Xabiani Ponce De León (Marco), Lodovica Comello (Francesca) e Nicolas Garnier (Andres). 
Il 17 aprile 2015 Ruggero Pasquarelli (Federico) annunciò che non avrebbe continuato il tour per altri progetti: rimangono così 8 membri del cast sul palco.

## Set list
Nazioni: Spagna, Portogallo, Francia, Paesi Bassi, Belgio, Svizzera, Germania, Polonia, Turchia, Ungheria, Romania
1. Introduzione
2. En Gira (Cast)
3. Tienes El Talento (Cast)
4. Euforia (Cast)
5. Habla Si Puedes (Martina Stoessel)
6. Podemos (Martina Stoessel e Jorge Blanco)
7. Are You Ready For The Ride? (Jorge Blanco, Ruggero Pasquarelli, Facundo Gambandé e Samuel Nascimento)
8. Alcancemos Las Estrellas (Martina Stoessel, Mercedes Lambre, Candelaria Molfese e Alba Rico)
9. Voy Por Ti - a cappella (Jorge Blanco)
10. Voy Por Ti (Jorge Blanco)
11. Underneath It All (Martina Stoessel)
12. Luz, Camara, Acción (Ruggero Pasquarelli)
13. Código Amistad (Martina Stoessel e Candelaria Molfese)
14. Entre dos Mundos (Jorge Blanco)
15. Peligrosamente Bellas (Mercedes Lambre e Alba Rico)
16. Veo Veo (Martina Stoessel e Candelaria Molfese)
17. Yo Soy Así (Diego Domínguez)
18. Supercreativa (Martina Stoessel)
19. Te Esperaré (Jorge Blanco)
20. Como Quieres (Martina Stoessel)
21. Ven Con Nosotros (Jorge Blanco, Ruggero Pasquarelli, Facundo Gambandé e Samuel Nascimento)
22. Ser Quien Soy - a cappella (Diego Domínguez)
23. On Beat (Cast)
24. Juntos Somos Más (Cast)
25. Soy Mi Mejor Momento - a cappella (Martina Stoessel)
26. Soy Mi Mejor Momento (Martina Stoessel)
27. Ser Mejor (Cast)
28. Te Creo (Martina Stoessel)
29. En Mi Mundo (Cast)

Extra
1. Libre Soy (Martina Stoessel)

### Italia
1. Introduzione
2. En Gira (Cast)
3. Tienes El Talento (Cast)
4. Euforia (Cast)
5. Habla Si Puedes (Martina Stoessel)
6. Podemos (Martina Stoessel e Jorge Blanco)
7. Are You Ready For The Ride? (Jorge Blanco, Ruggero Pasquarelli, Facundo Gambandé e Samuel Nascimento)
8. Alcancemos Las Estrellas (Martina Stoessel, Mercedes Lambre, Candelaria Molfese e Alba Rico)
9. Voy Por Ti - a cappella (Jorge Blanco)
10. Voy Por Ti (Jorge Blanco)
11. Underneath It All (Martina Stoessel)
12. Luz, Camara, Acción (Ruggero Pasquarelli)
13. Código Amistad (Martina Stoessel e Candelaria Molfese)
14. Entre dos Mundos (Jorge Blanco)
15. Peligrosamente Bellas (Mercedes Lambre e Alba Rico)
16. Veo Veo (Martina Stoessel e Candelaria Molfese)
17. Yo Soy Así (Diego Domínguez)
18. Supercreativa (Martina Stoessel)
19. Te Esperaré (Jorge Blanco)
20. Como Quieres (Martina Stoessel)
21. Ven Con Nosotros (Jorge Blanco, Ruggero Pasquarelli, Facundo Gambandé e Samuel Nascimento)
22. Ser Quien Soy - a cappella (Diego Domínguez)
23. On Beat (Cast)
24. Juntos Somos Más (Cast)
25. Soy Mi Mejor Momento - a cappella (Martina Stoessel)
26. Soy Mi Mejor Momento (Martina Stoessel)
27. Ser Mejor (Cast)
28. En Gira Final (Cast)
29. Te Creo (Martina Stoessel)
30. Nel Mio Mondo (Cast)

Extra
1. All'Alba Sorgerò (Martina Stoessel)

### Sud America
Argentina, Bolivia, Cile, Colombia, Messico, Ecuador, Panama, Paraguay, Perù, Repubblica Dominicana, Uruguay,Brasile
1. Introduzione
2. En Gira (Cast)
3. Euforia (Cast)
4. Habla Si Puedes (Martina Stoessel)
5. Abrázame y Verás (Martina Stoessel e Jorge Blanco)
6. Are You Ready For The Ride? (Jorge Blanco, Facundo Gambandé e Samuel Nascimento)
7. Alcancemos Las Estrellas (Martina Stoessel, Mercedes Lambre, Candelaria Molfese e Alba Rico)
8. Voy Por Ti - a cappella (Jorge Blanco)
9. Voy Por Ti (Jorge Blanco)
10. Underneath It All (Martina Stoessel)
11. Más Que Dos (Martina Stoessel e Mercedes Lambre)
12. Entre dos Mundos (Jorge Blanco)
13. Peligrosamente Bellas (Mercedes Lambre e Alba Rico)
14. Código Amistad (Martina Stoessel e Candelaria Molfese)
15. Yo Soy Así (Diego Domínguez)
16. Supercreativa (Martina Stoessel)
17. Amor En El Aire (Jorge Blanco)
18. Como Quieres (Martina Stoessel)
19. Ven Con Nosotros (Jorge Blanco, Ruggero Pasquarelli, Facundo Gambandé e Samuel Nascimento)
20. Ser Quien Soy - a cappella (Diego Domínguez)
21. On Beat (Cast)
22. Juntos Somos Más (Cast)
23. Soy Mi Mejor Momento - a cappella (Martina Stoessel)
24. Soy Mi Mejor Momento (Martina Stoessel)
25. Ser Mejor (Cast)
26. Te Creo (Martina Stoessel)
27. En Mi Mundo (Cast)

Extra
1. Libre Soy (Martina Stoessel)

### Europa
1. Introduzione
2. En Gira (Cast)
3. Euforia (Cast)
4. Habla Si Puedes (Martina Stoessel)
5. Abrázame y Verás (Martina Stoessel e Jorge Blanco)
6. Are You Ready For The Ride? (Jorge Blanco, Facundo Gambandé e Samuel Nascimento)
7. Alcancemos Las Estrellas (Martina Stoessel, Mercedes Lambre, Candelaria Molfese e Alba Rico)
8. Voy Por Ti - a cappella (Jorge Blanco)
9. Voy Por Ti (Jorge Blanco)
10. Underneath It All (Martina Stoessel)
11. Más Que Dos (Martina Stoessel e Mercedes Lambre)
12. Entre dos Mundos (Jorge Blanco)
13. Peligrosamente Bellas (Mercedes Lambre e Alba Rico)
14. Código Amistad (Martina Stoessel e Candelaria Molfese)
15. Yo Soy Así (Diego Domínguez)
16. Supercreativa (Martina Stoessel)
17. Amor En El Aire (Jorge Blanco)
18. Como Quieres (Martina Stoessel)
19. Ven Con Nosotros (Jorge Blanco, Facundo Gambandé e Samuel Nascimento)
20. Ser Quien Soy - a cappella (Diego Domínguez)
21. On Beat (Cast)
22. Juntos Somos Más (Cast)
23. Soy Mi Mejor Momento - a cappella (Martina Stoessel)
24. Soy Mi Mejor Momento (Martina Stoessel)
25. Ser Mejor (Cast)
26. Te Creo (Martina Stoessel)
27. En Mi Mundo (Cast)
28. Crecimos Juntos (Cast)

Extra
1. Libre Soy (Martina Stoessel) (Mash-up di Libre Soy e All'alba sorgerò per l'Italia)

## Date
| Data              | Stato                   | Città           | Teatro                             |
| ----------------- | ----------------------- | --------------- | ---------------------------------- |
| Europa            |                         |                 |                                    |
| 3 gennaio 2015    | Madrid                  | Spagna          | Barclaycard Center                 |
| 4 gennaio 2015    | Madrid                  | Spagna          | Barclaycard Center                 |
| 6 gennaio 2015    | Saragozza               | Spagna          | Pabellón Príncipe Felipe           |
| 10 gennaio 2015   | Barcellona              | Spagna          | Palau Sant Jordi                   |
| 11 gennaio 2015   | Barcellona              | Spagna          | Palau Sant Jordi                   |
| 14 gennaio 2015   | Malaga                  | Spagna          | Palacio de Deportes Martín Carpena |
| 15 gennaio 2015   | Malaga                  | Spagna          | Palacio de Deportes Martín Carpena |
| 17 gennaio 2015   | Siviglia                | Spagna          | Palacio de Deportes San Pablo      |
| 18 gennaio 2015   | Siviglia                | Spagna          | Palacio de Deportes San Pablo      |
| 23 gennaio 2015   | Lisbona                 | Portogallo      | MEO Arena                          |
| 24 gennaio 2015   | Lisbona                 | Portogallo      | MEO Arena                          |
| 25 gennaio 2015   | Lisbona                 | Portogallo      | MEO Arena                          |
| 28 gennaio 2015   | Torino                  | Italia          | Pala Alpitour                      |
| 30 gennaio 2015   | Milano                  | Italia          | Mediolanum Forum                   |
| 31 gennaio 2015   | Milano                  | Italia          | Mediolanum Forum                   |
| 1 febbraio 2015   | Bologna                 | Italia          | Unipol Arena                       |
| 3 febbraio 2015   | Firenze                 | Italia          | Nelson Mandela Forum               |
| 4 febbraio 2015   | Firenze                 | Italia          | Nelson Mandela Forum               |
| 6 febbraio 2015   | Roma                    | Italia          | PalaLottomatica                    |
| 7 febbraio 2015   | Roma                    | Italia          | PalaLottomatica                    |
| 8 febbraio 2015   | Roma                    | Italia          | PalaLottomatica                    |
| 11 febbraio 2015  | Lione                   | Francia         | Halle Tony Garnier                 |
| 12 febbraio 2015  | Lione                   | Francia         | Halle Tony Garnier                 |
| 14 febbraio 2015  | Tolosa                  | Francia         | Zenith de Toulouse                 |
| 15 febbraio 2015  | Tolosa                  | Francia         | Zenith de Toulouse                 |
| 18 febbraio 2015  | Parigi                  | Francia         | Zenith de Paris                    |
| 19 febbraio 2015  | Parigi                  | Francia         | Zenith de Paris                    |
| 20 febbraio 2015  | Parigi                  | Francia         | Zenith de Paris                    |
| 21 febbraio 2015  | Parigi                  | Francia         | Zenith de Paris                    |
| 22 febbraio 2015  | Parigi                  | Francia         | Zenith de Paris                    |
| 24 febbraio 2015  | Strasburgo              | Francia         | Zenith de Strasbourg               |
| 25 febbraio 2015  | Strasburgo              | Francia         | Zenith de Strasbourg               |
| 27 febbraio 2015  | Montpellier             | Francia         | Arena de Montpellier               |
| 28 febbraio 2015  | Montpellier             | Francia         | Arena de Montpellier               |
| 3 marzo 2015      | Marsiglia               | Francia         | Dome de Marseille                  |
| 4 marzo 2015      | Marsiglia               | Francia         | Dome de Marseille                  |
| 7 marzo 2015      | Douai                   | Francia         | Gayant Expo                        |
| 8 marzo 2015      | Douai                   | Francia         | Gayant Expo                        |
| 11 marzo 2015     | Rotterdam               | Paesi Bassi     | Ahoy Rotterdam                     |
| 13 marzo 2015     | Bruxelles               | Belgio          | Palais 12 Expo                     |
| 14 marzo 2015     | Bruxelles               | Belgio          | Palais 12 Expo                     |
| 15 marzo 2015     | Bruxelles               | Belgio          | Palais 12 Expo                     |
| 18 marzo 2015     | Clermont-Ferrand        | Francia         | Zenith de Clermont-Ferrand         |
| 21 marzo 2015     | Ginevra                 | Svizzera        | Geneva Arena                       |
| 22 marzo 2015     | Ginevra                 | Svizzera        | Geneva Arena                       |
| 26 marzo 2015     | Monaco di Baviera       | Germania        | Olympiahalle                       |
| 27 marzo 2015     | Monaco di Baviera       | Germania        | Olympiahalle                       |
| 29 marzo 2015     | Łódź                    | Polonia         | Atlas Arena                        |
| America Latina    |                         |                 |                                    |
| 17 aprile 2015    | Buenos Aires            | Argentina       | Stadio Cubierto de Tecnópolis      |
| 18 aprile 2015    | Buenos Aires            | Argentina       | Stadio Cubierto de Tecnópolis      |
| 19 aprile 2015    | Buenos Aires            | Argentina       | Stadio Cubierto de Tecnópolis      |
| 22 aprile 2015    | Montevideo              | Uruguay         | Stadio Gran Parque Central         |
| 25 aprile 2015    | Bahía Blanca            | Argentina       | Stadio Club Midgistas del Sur      |
| 2 maggio 2015     | Resistencia             | Argentina       | Stadio Centenario                  |
| 5 maggio 2015     | Asunción                | Paraguay        | Jockey Club                        |
| 8 maggio 2015     | Córdoba                 | Argentina       | Orfeo Superdomo                    |
| 9 maggio 2015     | Córdoba                 | Argentina       | Orfeo Superdomo                    |
| 12 maggio 2015    | Salta                   | Argentina       | Stadio Padre Martearena            |
| 15 maggio 2015    | Quito                   | Ecuador         | Stadio Olímpico Atahualpa          |
| 17 maggio 2015    | Guayaquil               | Ecuador         | Stadio Modelo Alberto Spencer      |
| 20 maggio 2015    | Lima                    | Perù            | Jockey Club del Perú               |
| 22 maggio 2015    | Città del Messico       | Messico         | Auditorio Nacional                 |
| 23 maggio 2015    | Città del Messico       | Messico         | Auditorio Nacional                 |
| 24 maggio 2015    | Città del Messico       | Messico         | Auditorio Nacional                 |
| 27 maggio 2015    | Guadalajara             | Messico         | Telmex Auditorium                  |
| 28 maggio 2015    | Guadalajara             | Messico         | Telmex Auditorium                  |
| 30 maggio 2015    | Monterrey               | Messico         | Auditorio Banamex                  |
| 3 giugno 2015     | Medellín                | Colombia        | Plaza de Toros La Macarena         |
| 6 giugno 2015     | Bogotà                  | Colombia        | Centro de Eventos Autopista Norte  |
| 7 giugno 2015     | Barranquilla            | Colombia        | Estadio Romelio Martinez           |
| 10 giugno 2015    | Panama                  | Panama          | Figali Convention Center           |
| 13 giugno 2015    | Santo Domingo           | Rep. Dominicana | Estadio Quisqueya                  |
| 16 giugno 2015    | Santa Cruz de la Sierra | Bolivia         | Estadio Ramón Tahuichi Aguilera    |
| 19 giugno 2015    | Mendoza                 | Argentina       | Arena Maipú                        |
| 20 giugno 2015    | Mendoza                 | Argentina       | Arena Maipú                        |
| 23 giugno 2015    | Tucumán                 | Argentina       | Club San Martín                    |
| 27 giugno 2015    | San Paolo               | Brasile         | Citibank Hall                      |
| 28 giugno 2015    | San Paolo               | Brasile         | Citibank Hall                      |
| 30 giugno 2015    | Rio de Janeiro          | Brasile         | HSBC Arena                         |
| 3 luglio 2015     | Santiago del Cile       | Cile            | Movistar Arena                     |
| 4 luglio 2015     | Santiago del Cile       | Cile            | Movistar Arena                     |
| 5 luglio 2015     | Santiago del Cile       | Cile            | Movistar Arena                     |
| Europa            |                         |                 |                                    |
| 22 agosto 2015    | Varsavia                | Polonia         | Stadio Nacional de Varsóvia        |
| 25 agosto 2015    | Cracovia                | Polonia         | Kraków Arena                       |
| 26 agosto 2015    | Cracovia                | Polonia         | Kraków Arena                       |
| 29 agosto 2015    | Budapest                | Ungheria        | Papp László Budapest Sportaréna    |
| 30 agosto 2015    | Budapest                | Ungheria        | Papp László Budapest Sportaréna    |
| 2 settembre 2015  | Bucarest                | Romania         | National Arena                     |
| 5 settembre 2015  | Vienna                  | Austria         | Wiener Stadthalle                  |
| 6 settembre 2015  | Vienna                  | Austria         | Wiener Stadthalle                  |
| 11 settembre 2015 | Verona                  | Italia          | L'Arena                            |
| 13 settembre 2015 | Pesaro                  | Italia          | Adriatic Arena                     |
| 15 settembre 2015 | Parigi                  | Francia         | Zenith de Paris                    |
| 16 settembre 2015 | Parigi                  | Francia         | Zenith de Paris                    |
| 19 settembre 2015 | Nantes                  | Francia         | Zenith de Nantes                   |
| 20 settembre 2015 | Nantes                  | Francia         | Zenith de Nantes                   |
| 22 settembre 2015 | Bordeaux                | Francia         | Patinoire Meriadeck                |
| 23 settembre 2015 | Bordeaux                | Francia         | Patinoire Meriadeck                |
| 26 settembre 2015 | Stoccarda               | Germania        | Hanns-Martin-Schleyer-Halle        |
| 27 settembre 2015 | Stoccarda               | Germania        | Hanns-Martin-Schleyer-Halle        |
| 13 ottobre 2015   | Berlino                 | Germania        | Mercedes-Benz Arena                |
| 17 ottobre 2015   | Oberhausen              | Germania        | König-Pilsener-Arena               |
| 18 ottobre 2015   | Anversa                 | Belgio          | Sportpaleis Antwerp                |
| 20 ottobre 2015   | Colonia                 | Germania        | Lanxess Arena                      |
| 23 ottobre 2015   | Amburgo                 | Germania        | Barclaycard Arena                  |
| 24 ottobre 2015   | Amburgo                 | Germania        | Barclaycard Arena                  |
| 27 ottobre 2015   | Francoforte sul Meno    | Germania        | Festhalle                          |
| 28 ottobre 2015   | Francoforte sul Meno    | Germania        | Festhalle                          |
| 31 ottobre 2015   | Nizza                   | Francia         | Palais Nikaia                      |
| 1 novembre 2015   | Nizza                   | Francia         | Palais Nikaia                      |